# Patricia Routledge
Patricia Routledge (* 17. února 1929) je anglická herečka.
Pochází z poloostrova Wirral a studovala na Liverpoolské univerzitě. Již tam se věnovala divadlu a herectví dále studovala v Bristolu; ihned poté zahájila profesionální kariéru. Dlouhodobě působila v Královské shakespearovské společnosti, řadu rolí ztvárnila také v divadlech v londýnském West Endu. Na Broadwayi debutovala v roce 1966 ve hře How's the World Treating You? od Rogera Milnera. Za roli v muzikálu Darling of the Day (Broadway, 1968) získala cenu Tony. Za roli v Bernsteinově operetě Candide (Londýn, 1988) získala Cenu Laurence Oliviera. Od konce 60. let hrála také ve filmu, menší roli měla například v Jestliže je úterý, musíme být v Belgii (1969). V letech 1990–1995 hrála hlavní roli v úspěšném seriálu Zachovávat dekorum.
V roce 1993 byla jmenována důstojnicí Řádu britského impéria, v roce 2004 byla povýšena na komandérku, a v roce 2017 na dámu-komandérku.